# Duqâq de Damas
Duqâq (arabe : دقاق) est un émir seldjoukide de Damas de 1095 à 1104. Il était fils de Tutuş, émir de Damas puis sultan de Syrie, après la conquête d’Alep.

## Biographie

Les États Latins d'Orient en 1102.
Le comté de Tortose correspond au futur comté de Tripoli.

Lorsque son père Tutuş meurt tué lors d’une bataille près de Rais, son frère aîné Ridwan tente de s’approprier la totalité de l’héritage paternel en assassinant ses frères. Abu Taleb et Behram sont tués, mais Duqâq et Baktak parviennent à s’échapper et à se réfugier à Damas, où Duqâq se fait reconnaître comme émir, ne laissant à Ridwan que le nord de la Syrie avec Alep.
Entre Ridwan et Duqâq, il y a désormais une haine implacable et les deux émirs sont constamment en guerre. Ainsi on ne compte pas moins de deux guerres entre les frères durant l’année 1097. C’est alors que les croisés arrivent devant la ville d’Antioche en octobre 1097 et mettent le siège devant la ville. Yâghî Siyân, émir d’Antioche, est en froid avec son suzerain Ridwan car il vient de soutenir Duqâq lors de la dernière guerre fratricide, demande l’aide de l’émir de Damas. Celui-ci hésite car il craint une attaque de Ridwan pendant qu’il marche sur Antioche, et ne se décide qu’en décembre. Le 31 décembre 1097, son armée rencontre à al-Bâra un important détachement croisés conduit par Bohémond de Tarente et Robert de Flandre chargé d’assurer le ravitaillement des croisés assiégeants Antioche. La bataille met en déroute l’armée de Damas, mais les Francs à la suite de cet engagement n’osent pas continuer vers le sud et reviennent à Antioche sans ravitaillement.
Ridwan tente à son tour d’attaquer les Francs mais il est vaincu près d’Antioche le 9 février 1098. C’est ensuite Kerbogha, atabeg de Mossoul qui réunit une grande armée, auquel se joint Duqâq et marche sur Antioche, mais il arrive le 5 juin, deux jours après la prise d'Antioche par les croisés. Kerbogha se fait immédiatement remettre la citadelle d’Antioche qui résiste encore et ne cache pas ses ambitions d’hégémonie en Syrie. Duqâq est alors le chef de file des émirs mécontents de la politique de l'émir de Mossoul. Ces dissensions entraînent la dispersion des musulmans, la défaite de Kerbogha contre les croisés le 28 juin et laisse les mains libres aux croisés en Syrie,. Les fatimides en profitent pour prendre Jérusalem, tenu par un vassal de Duqâq, Soqman ibn Ortoq au cours de l’été 1098.

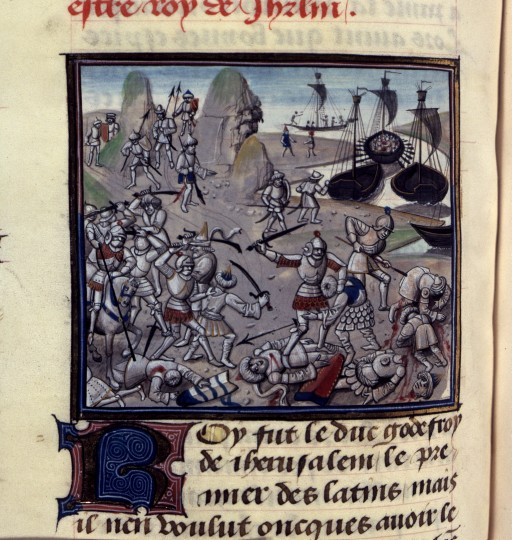
Le combat du Nahr-el-Kalb, en octobre 1100. Enluminure du XVe siècle. BNF

En 1100, Duqâq, à la suite des raids répétés des Francs de Jérusalem sur les troupeaux et les récoltes d'un de ses vassaux, l’émir de Sawâd, un bédouin du Golan, attaque Godefroi de Bouillon et Tancrède, un neveu de Bohémond de Tarente, chargés de butin. Les Francs parviennent à s'enfuir avec de lourdes pertes (mai). Tancrède organise un raid de représailles près de Damas, dévaste les vergers et pille les villages. Duqâq n'ose pas intervenir. Il propose à Tancrède de lui verser une forte somme pour qu'il s'éloigne. Tancrède envoie une délégation de six personnes sommant Duqâq de se convertir au christianisme ou de livrer Damas. Outré, Duqâq enjoint aux émissaires d'embrasser l'islam. L'un d'eux accepte, les cinq autres ont la tête tranchée. Godefroy rejoint Tancrède et les Francs dévastent pendant dix jours la région de Damas. L’émir de Sawâd, voyant que Duqâq ne peut plus le protéger, rejette sa suzeraineté et se met sous le protectorat du royaume de Jérusalem.
En octobre de la même année, Duqâq rassemble ses forces et tend une embuscade à Baudouin d'Edesse, en route pour Jérusalem pour prendre la succession de son frère Godefroi de Bouillon, près de Beyrouth, au passage du Nahr-el-Kalb. Le nouveau cadi de Tripoli, Fakhr al-Mulk, craignant que sa victoire ne donne trop de pouvoir à son rival de Damas, met Baudouin au courant de l'embuscade. Après une brève escarmouche, les troupes de Damas refluent vers la montagne libanaise, tandis que les Francs passent tranquillement l'embouchure du Nahr-el-Kalb. Au début du siège de Tripoli, en 1102, Fakhr al-Mulk ibn-Ammar l’appelle à l’aide, mais son armée est repoussée par les Francs.
Mais les principautés arabes commencent à s’habituer à la présence franque et Duqâq commence les échanges diplomatiques avec la cour de Jérusalem, comme d’autres émirs.
À la mort de Duqâq en juin 1104, la principauté seldjoukide de Damas disparaît, après une fiction de régence, au profit de l'atabek turc Tughtekin qui fonde la dynastie des Burides.

## Famille
En ce qui concerne sa famille, peu d'informations nous sont parvenues si ce n'est l'existence d'une sœur, Zumurrud bt. al-Jawali (m. 557 de l'hégire), femme du roi Buri ibn Tughtakin. C'était une érudite qui connaissait le Coran et suivait des cours de fiqh à Damas. Elle est décrite par l'historien sunnite du XIIe siècle Ibn 'Asākir comme "une femme bienveillante, honorée par les gens de science". Par ailleurs, elle a construit des waqf-s dans la ville de Damas.

### Sources
- René Grousset, Histoire des croisades et du royaume franc de Jérusalem - I. 1095-1130 L'anarchie musulmane, Paris, Perrin, 1934 (réimpr. 2006), 883 p.
- Amin Maalouf, Les Croisades vues par les Arabes, J’ai lu, 1983 (ISBN 978-2-290-11916-7)